# Sidabowa
Sidabowa is een bestuurslaag in het regentschap Banyumas van de provincie Midden-Java, Indonesië. Sidabowa telt 6209 inwoners (volkstelling 2010).